# Sicista caudata
Sicista caudata, (мишівка довгохвоста) (Thomas, 1907) — один з 13 видів, що представляють рід Мишівка (Sicista).

## Систематика
Вперше вид був описаний Олдфілдом Томасом в 1907 році за 27 км від міста Корсаков на острові Сахалін.

## Поширення
Вид поширений в Росії (Приморський край, хребет Сіхоте-Алінь, острів Сахалін), Китаї (Хейлунцзян, Цзілінь; Wang, 2003) та КНДР.